# 藤崎達宏
藤崎 達宏（ふじさき たつひろ、1962年 - ）は、日本のモンテッソーリ教育の教師である。NPO法人 横浜子育て勉強会理事長。国際モンテッソーリ教育協会認定教師。神奈川県出身。三笠書房より出版されている「モンテッソーリ教育四部作」は20万部を超えるベストセラーとなっている。

## 経歴・人物
- 1962年横浜市戸塚区出身
- 1974年横浜市立矢部小学校卒業
- 1977年横浜市立戸塚中学校卒業
- 1980年神奈川県立松陽高等学校卒業
- 1985年 明治大学商学部卒業
- 1985年 株式会社　UFJニコス就職
- 1991年 株式会社　UFJニコス退職
- 1991年 プルデンシャル生命保険就職
- 2011年 プルデンシャル生命保険退職
- 2011年 NPO法人 横浜子育て勉強会設立
- 2020年一般社団法人　教育プラン診断士協会設立
- 2021年一般社団法人　ホームメイドモンテッソーリ協会設立

## 著書
- モンテッソーリ教育で子どもの本当の力を引き出す!（知的生きかた文庫）, 三笠書房 , 2017年　ISBN 9784837985006
- 0～3歳までの実践版 モンテッソーリ教育で才能をぐんぐん伸ばす!（知的生きかた文庫）, 三笠書房 , 2018年　ISBN 9784837927525
- 3～6歳までの実践版 モンテッソーリ教育で自信とやる気を伸ばす!（知的生きかた文庫）, 三笠書房 , 2020年　ISBN 9784837928157
- 子どもの才能を伸ばすモンテッソーリ教具100（知的生きかた文庫）, 三笠書房 , 2021年　ISBN 9784837928560
- モンテッソーリおりがみ , 主婦の友社 , 2021年　ISBN 9784074481507